# Réaction de Hill

La réaction de Hill est une réaction d'oxydoréduction se déroulant lors de la photosynthèse, mise en évidence expérimentalement par le biochimiste anglais Robert Hill en 1937 et 1939. 
Il a montré que la réaction de photosynthèse pouvait être ramenée à deux réactions formant un système d'oxydoréduction.
La réaction de Hill est représentée par l'équation suivante:
2 H2O + 2 A + (lumière, chloroplastes) → 2 AH2 + O2
Hill réalisa son expérience sur une suspension de chloroplastes et utilisa, en absence de CO2, un oxydant artificiel : le ferricyanure de potassium.
La réaction de Hill peut être définie par le transfert d'électrons via le photosystème II (PSII) et la chaîne de transfert d'électrons jusqu'à un accepteur d'électrons artificiel.